# Nopcsa–Pallavicini-kastély
A szacsali Nopcsa–Pallavicini-kastély műemlék épület Romániában, Hunyad megyében. A romániai műemlékek jegyzékében a  HD-II-m-B-03439.01 sorszámon szerepel.